# Фотозбільшувач

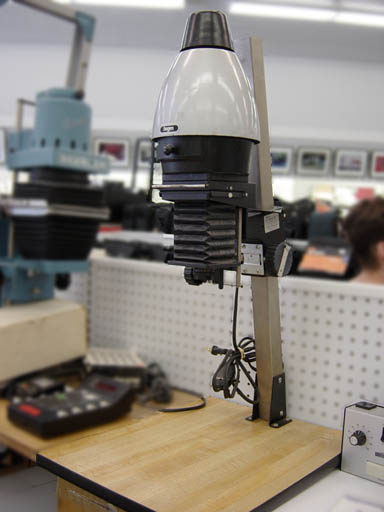
Середньоформатний фотозбільшувач

Фотозбільшувач — пристрій для проєкційного фотодруку методом проєктування зображень з негативів на фотопапір.

## Будова
Найпростіший фотозбільшувач складається з джерела світла (лампа розжарювання), тримача негатива та об'єктива. Удосконалення конструкції фотозбільшувача призвело до появи в його конструкції дволінзового конденсора, матового скла (для боротьби з ефектом Кальє), застосування коригувальних світлофільтрів для субтрактивного друку кольорових фотографій, а також, використання пристроїв автоматичного фокусування, кадрувальної рамки, реле часу, експонометрів.
З розвитком адитивного кольорового друку з'явилися фотозбільшувачі з автоматичною зміною світлофільтра (червоного, зеленого і синього кольору) і з триканальними реле часу для роздільного експонування кожним з основних кольорів. Стали застосовуватися точкові джерела світла з блоком живлення зі стабілізацією напруги.
У середньоформатних фотозбільшувачах, що мали великі розміри і масу, застосовувався електропривод для підйому проєкційної голівки. Фотозбільшувачі «Азов» мали рухоме встановлення об'єктива і кадрувальну рамку з шарнірним кріпленням для корекції спотворень.

## Принцип роботи

Негатив освітлюється лампою розжарювання через конденсор і, за необхідності, через матове скло. Зображення із негатива проєктується об'єктивом на експонований фотопапір.
Для контролю за правильним фокусуванням багато фотозбільшувачів мали щілинний клин — при висуненні тримача негатива на екран проєктувалися дві світлові лінії; при правильному наведенні на різкість ці лінії зводилися в одну.
Для збільшення масштабу зображення проєкційна голівка могла бути розвернутою на 180° (кадрувальна рамка розташовувалась на підлозі) або на 90° на бік (проєкція на стіну). У такому вигляді фотозбільшувач міг використовуватися як діапроєктор. Фотозбільшувачі сімейства «УПА» комплектувалися дзеркальною насадкою на об'єктив (проєкція на стіну) і пристосуванням для перегляду діафільму.
Перед роботою необхідно було добитися рівномірної освітленості екрану при закритій і відкритій діафрагмі. Це забезпечується рухомим кріпленням лампи розжарювання.

## Класифікація фотозбільшувачів

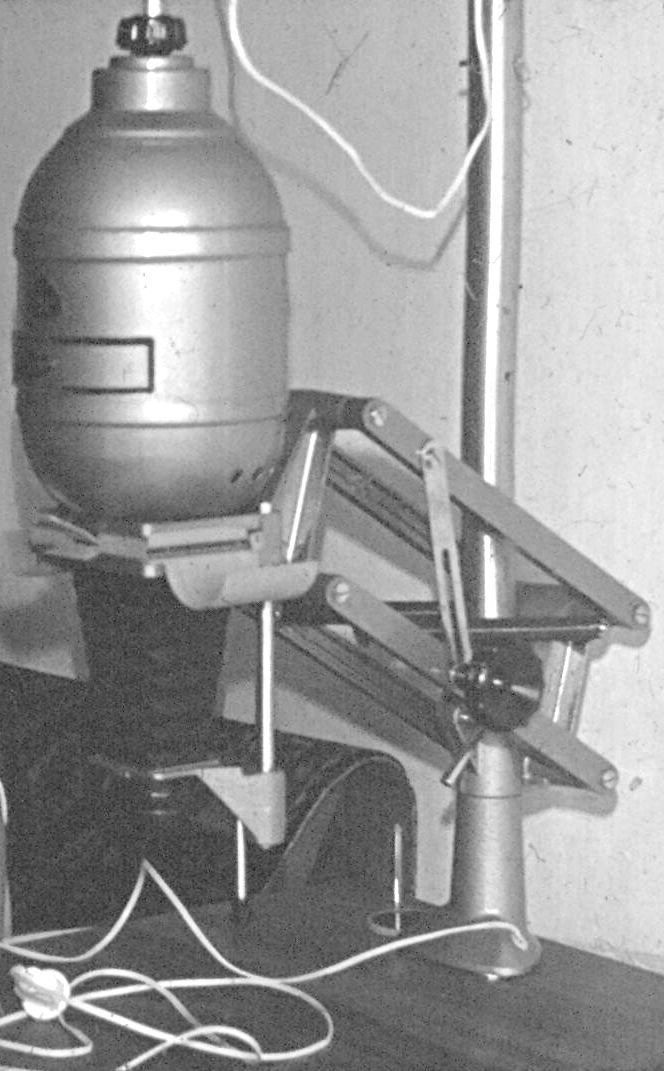
Універсальний фотозбільшувач для 24 х 36 та 90 × 120 мм фотоплівки

### Малоформатні фотозбільшувачі
Популярні моделі фотозбільшувачів призначалися для друку з негативів розміром 24 × 36 мм (35-мм фотоплівка):
- «Іскра»
- «Юність»
- Фотозбільшувачі сімейства «УПА» (розбиралися і укладалися для перенесення та зберігання у валізу, в робочому стані кришка служила екраном)
- «Дон»
- «Ленінград»
- «Таврія»
- Фотозбільшувачі для 16-мм фотоплівки не випускалися, мініатюрні фотоапарати типу «Київ-30» комплектувалися вкладкою в негативотримач, або вкладка додавалась до збільшувача.

### Средньоформатні фотозбільшувачі
Моделі фотозбільшувачів для друку з широкої 60-мм фотоплівки з негативів розміром 60 × 90 мм (плівка типу 120):
- «Нева»
- «Білорусь»
- «Азов»
- Фотозбільшувачі сімейства «Білорусь» дозволяли друк знімки з негативів розміром 90 × 120 мм.
- До більшості середньоформатних фотозбільшувачів додавалося по два конденсори і по два об'єктиви (для 35-мм і 60-мм фотоплівки відповідно). Це дозволяло забезпечувати високу освітленість фотопаперу і уникати надмірного підняття проєкційної голівки при друку з негативів розміром 24 × 36 мм.